# Pałac w Laskowie
Pałac w Laskowie – eklektyczny (neobarok, neogotyk i neorenesans), zlokalizowany we wsi Laskowo, w powiecie pyrzyckim (województwo zachodniopomorskie). Jest oryginalnym przykładem wiejskiej architektury rezydencjonalnej, wyłamującej się z nurtu podobnych założeń na Pomorzu Zachodnim.

## Historia

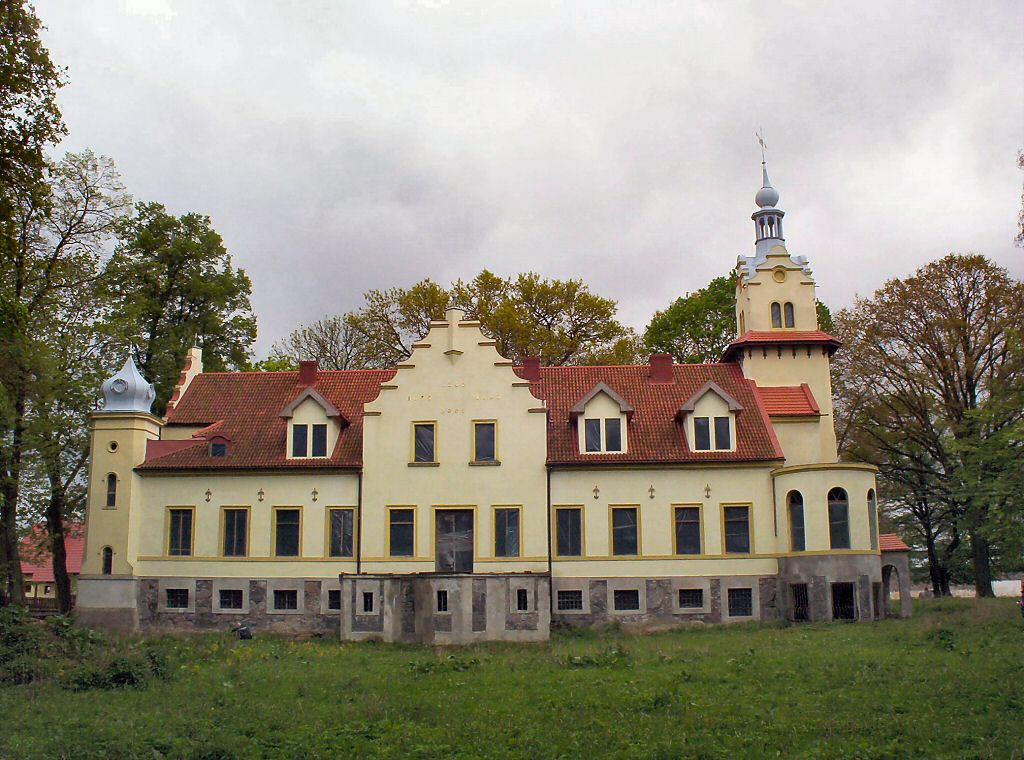
Elewacja ogrodowa

Od XIII wieku wieś stanowiła własność cystersów z Kołbacza. Po rozwiązaniu zakonów przez władze pruskie weszła w skład majątku von Wedlów z Krępcewa, by następnie często zmieniać kolejnych właścicieli.
Obiekt stojący prawdopodobnie w miejscu wcześniejszego dworu (wschodnia część wsi) powstał około 1842, co upamiętniono datą w ryzalicie elewacji ogrodowej. Dwie inne daty wykute obok świadczą o przebudowach w latach 1855 i 1896. Ostatnimi właścicielami wsi przed 1945 była rodzina von Prollins. Po II wojnie światowej we dworze zamieszkały rodziny pracowników lokalnego PGR-u. W 2001 prywatni właściciele przeprowadzili prace remontowe. 

## Architektura
Budynek jest parterowy, elewacją główną zwrócony na południe, z poddaszem użytkowym, nakryty dachem dwuspadowym z lukarnami. Elewacja główna akcentowana jest w centrum ryzalitem z przystawionym gankiem z tarasem. Do ganku dostawiony jest jeszcze portyk z czterema kulami. Ryzalit wieńczy blaszana sygnaturka. W południowo-zachodnim narożniku stoi wieża o czterech kondygnacjach przykryta blaszanym hełmem z iglicą. Wieża mieści główną klatkę schodową. W narożniku północno-wschodnim umieszczona jest druga wieża (dwukondygnacyjna) ze schodami kuchennymi. Wieża ta również zwieńczona jest blaszanym cebulastym hełmem. Elewacja ogrodowa (północna) ozdobiona jest schodkowym ryzalitem, pod którym ulokowano taras ze schodami ku ogrodowi. Nad tarasem istniała przeszklona weranda, której po wojnie nie odbudowano. Do północno-zachodniego narożnika dostawiona jest weranda murowana (częściowo na planie kolistym), nad którą znajduje się taras. Wnętrze ma układ dwutraktowy z korytarzem międzytraktowym. Przed frontem budynku istnieje podjazd ze starymi okazami dębów. Dwór od folwarku oddziela ceglany mur. Na dziedziniec prowadzi kamienna brama, którą zdobią kamienne kule. Druga, podobna brama istniała prawdopodobnie w przeszłości również od północy, w kierunku oficyn.

## Park
Dwór otacza park o swobodnym układzie krajobrazowym. Jego głównym akcentem jest polana przed elewacją ogrodową.